# Diophtalma prosoeca
Diophtalma prosoeca är en fjärilsart som beskrevs av Adalbert Seitz 1932. Diophtalma prosoeca ingår i släktet Diophtalma och familjen Riodinidae. Inga underarter finns listade i Catalogue of Life.